# Сантоцько
Сантоцько (пол. Santocko, нім. Zanzin) — село в Польщі, у гміні Клодава Ґожовського повіту Любуського воєводства.
Населення — 724 особи (2011).
У 1975-1998 роках село належало до Гожовського воєводства.

## Демографія
Демографічна структура станом на 31 березня 2011 року:
|          | Загалом | Допрацездатний вік | Працездатний вік | Постпрацездатний вік |
| -------- | ------- | ------------------ | ---------------- | -------------------- |
| Чоловіки | 343     | 81                 | 231              | 31                   |
| Жінки    | 381     | 91                 | 232              | 58                   |
| Разом    | 724     | 172                | 463              | 89                   |